# Lagon Hutt
Le lagon Hutt (en anglais : Hutt Lagoon) est une lagune australienne salée située près de la ville de Gregory, dans la région de Mid West en Australie-Occidentale. La lagune est connue pour sa couleur rose distincte, qui varie selon la saison et le moment de la journée.

## Géographie
Le lagon Hutt est située à environ 2 kilomètres au nord de Gregory (anciennement « Port Gregory ») et à 30 kilomètres au nord de la ville de Kalbarri. La lagune s'étend sur environ 14 kilomètres de long et 2,3 kilomètres de large, avec une superficie totale d'environ 70 km2. Elle est séparée de l'océan Indien par une bande de dunes de sable.

## Origine de sa couleur
La couleur rose du lagon Hutt est due à la présence d'une algue appelée Dunaliella salina, qui produit un pigment rouge (le bêta-carotène). Ce phénomène naturel donne à la lagune une teinte rose vif, qui peut varier selon les conditions climatiques, la concentration en algues et la lumière du soleil.

## Accès et tourisme
Le lagon Hutt est une destination populaire pour les photographes et les touristes en raison de sa couleur atypique. La lagune est facilement accessible par la route. Différents points de vue le long de la route côtière permettent d'observer et de photographier le lac. Il est également possible de survoler le lagon à travers des vols en avion organisés. Durant les mois d'été australien, il s'agit de la période où l'affluence est la plus importante car c'est à ce moment de l'année que la couleur rose est la plus intense.

## Ressources

### β-carotène
En raison de la présence de l’algue productrice de caroténoïdes Dunaliella salina qui est une source de β-carotène, aussi utilisé en tant que colorant alimentaire, il s'agit également d'une source de vitamine A.
Cette variété de carotène est fréquemment utilisée comme colorant naturel dans divers produits alimentaires ou cosmétiques, notamment pour ses effets bénéfiques sur la peau.
La lagune contient la plus grande usine de production de microalgues au monde, une série de 250 hectares d’étangs artificiels utilisés pour l’élevage de la Dunaliella salina.

### Crevettes de saumure
Le lagon est aussi une source d'approvisionnement en Artemia parthenogenetica, ou crevettes de saumure, des crustacés qui vivent principalement dans des lacs d’eau salée.